# KBC Sestre milosrdnice
Klinički bolnički centar Sestre milosrdnice je jedan od dvaju zagrebačkih kliničkih bolničkih centara. Nastavna je baza za Medicinski i Stomatološki, Pravni, Filozofski, Prirodoslovno-matematički, Edukacijsko-rehabilitacijski, Farmaceutsko-biokemijski fakultet i Zdravstveno veleučilište.
Klinički bolnički centar Sestre milosrdnice ukupno ima: 16 klinika i 6 zavoda / 3 klinička, Objedinjeni hitni bolnički prijem, Bolničku ljekarnu, Institut za klinička medicinska istraživanja te nemedicinske ustrojbene jedinice.
Temeljem odluke Vlade Republike Hrvatske u srpnju 2010. godine, Klinička bolnica "Sestre milosrdnice" združena je s Klinikom za traumatologiju, Klinikom za tumore i Klinikom za dječje bolesti, čime je formiran Klinički bolnički centar Sestre milosrdnice. Odlukom Vlade Republike Hrvatske o podjeli Kliničkog bolničkog centra Sestre milosrdnice od 27. travnja 2012. ponovno se kao samostalna izdvaja Klinika za dječje bolesti Zagreb.
BBC Sestre Milosrdnice Ima status dodatne lokacije Medicinskog i Stomatološkog fakulteta u CARNet-ovoj mreži.
U svom prostoru obuhvaća i dvije srednje škole: Školu za medicinske sestre i Školu za primalje. 
Najstarija je klinička ustanova u Hrvatskoj i kolijevka Medicinskog fakulteta Sveučilišta u Zagrebu. Godine 2021. obilježila je 175 godina postojanja.
Bolnica je smještena u Vinogradskoj cesti 29, u blizini šume Jelenovac.
Bolnica posluje i na lokacijama: Draškovićeva ulica 19, Zagreb i Ilica 197, Zagreb.
U KBC-u „Sestre milosrdnice” 10. srpnja 2019. otkrivena je spomen-ploča svim liječnicima i djelatnicima koji su sudjelovali u spašavanju Židova tijekom Drugog svjetskog rata, među kojima se posebno ističe Bogoljuba Jazvo, koja je od 1940. do 1945. godine obnašala dužnost upraviteljice.

## Vanjske poveznice
- Klinički bolnički centar "Sestre Milosrdnice"